# Kostel svatého Filipa a Jakuba (Zlín)
Kostel svatého Filipa a Jakuba se nachází v centru města Zlína. Je farním kostelem místní římskokatolické farnosti. Původní kostel z konce 14. století byl několikrát přestavován. K zásadní přestavbě došlo na počátku 19. století, kdy byla změněna orientace kostela z východní na jižní, a to z důvodu jeho nedostačující kapacity a nemožnosti rozšířit původní kostel východním směrem. Věž kostela při tom zůstala na původním místě. Kostel byl v letech 1819 a 1849 zasažen ničivými požáry, při obou vyhořela celá střecha a poškozena byla také věž. Její nynější podoba pochází z období po druhém požáru ve 2. polovině 19. století.
Koncem 70. let byl obraz patronů kostela svatých Filipa a Jakuba od malíře Josefa Kesslera z roku 1876 nahrazen mozaikou od výtvarníka Antonína Kloudy.
Kostel svatého Filipa a Jakuba je původní zlínský kostel, který se stavěl v letech 1390 až 1420. Kdysi byl kolem kostela velký hřbitov, který patřil k nejstarším hřbitovům ve Zlíně.

## Zvony
Původní zvony byly za první světové války zabaveny pro válečné účely a v roce 1920 byly ve Vítkovicích vyrobeny dva ocelové zvony: Filip a Jakub a Panna Maria, které mohly být zakoupeny díky sbírkám mezi věřícími, ale také díky finančním darům Tomáše Bati, majitele panství hraběte Haupta a krajanů žijících v zámoří.
Vítkovické zvony začaly na konci 20. století korodovat a jejich zvuk již nebyl tak čistý. Proto byla uspořádaná mezi věřícími sbírka, ve které se získaly finanční prostředky na dva nové zvony. První je zasvěcen svatému Cyrilu a Metoději a váží 900 kilogramů, druhý má hmotnost 345 kilogramů a zasvěcen je svaté Zdislavě.
Hlavní výjev zvonu svatého Cyrila a Metoděje vyobrazuje oba svaté stojící vedle sebe, pod nimi je nápis Svatý Cyrile a Metoději, vyprošujte nám věrnost Bohu a církvi. Další z nich symbolizuje příchod obou svatých na Moravu a jejich vítání knížetem Rostislavem, poslední z výjevů je věnován křtu knížete Bořivoje Metodějem za přítomnosti knížete Svatopluka.
Menší zvon připomíná svatou Zdislavu jako matku čtyř dětí, nechybí nápis Svatá Zdislavo, přimlouvej se za naše rodiny. Další z výjevů ji vyobrazuje jako pomocnici potřebným, třetí pak připomíná Zdislavu jako budovatelku církve.
Zvony byly vysvěceny v květnu 2008, požehnal jim biskup Josef Hrdlička. V září 2008 byly zvony slavnostně zavěšeny. Jeden ze starších zvonů vážící přes dvě tuny zasvěcený svatému Filipovi a Jakubovi zůstal ve věži a druhý starší, nesoucí jméno Panny Marie, byl na památku umístěn na podlaze v mezipatře věže.

## Okolí kostela
Při kostele býval hřbitov, který byl roku 1842 přemístěn na pole nad Kudlovský potok u dnešní vodní nádrže. Ten byl v roce 1932, po otevření nového Lesního hřbitova, uzavřen a v roce 1949 zrušen. Dnes je v tomto místě park.